# Tiergarten Fasanerie Groß-Gerau
Koordinaten: 49° 54′ 13,2″ N, 8° 28′ 51,6″ O
Der Tiergarten Fasanerie Groß-Gerau ist ein ehemaliger, von einem Verein betriebener Zoo auf dem Gelände der Fasanerie Groß-Gerau im Süden der hessischen Stadt Groß-Gerau. Er beherbergte auf einer Fläche von etwa 3,5 Hektar etwa 300 Tiere aus 75 Arten.

## Tierbestand
Der Bestand aus überwiegend heimischen, aber auch exotischen Tierarten umfasste: Europäisches Damwild, Schafe, Ziegen, Hühner, Shetlandpony, Poitou-Esel, Guanako, Meerschweinchen, Nandu, Papageien, Pfaue und Hängebauchschweine. Besucher konnten die Tiere mit speziellem Wildfutter füttern.
Die Tiere wurden von zwei hauptamtlichen Tierpflegern versorgt. Jährlich besuchten etwa 40.000 Besucher den Tiergarten der Fasanerie.

## Geschichte
Die Fasanerie wurde zwischen 1722 und 1726 angelegt. Er diente damals den Herzögen von Darmstadt und anderen in Hessen ansässigen Adelsfamilien als Erholungsgebiet sowie als privates Jagdreservat. Das Parkrevier beherbergte damals vorwiegend Fasane, aber auch Rotwild und Damwild, welche speziell für die Jagden des Adels dort angesiedelt wurden.
Der heutige Tiergarten wurde im Jahre 1958 auf Betreiben des Tiergartenvereins im südlichen Bereich der Fasanerie gegründet, um vorrangig heimischen Tierarten ein Zuhause zu geben, sie nachhaltig zu schützen und der Öffentlichkeit zugänglich zu machen.
Am 24. August 2011 wurden bei einem schweren Gewittersturm mehrere Gehege im Tierpark beschädigt oder zerstört, so dass einige Tiere in Notunterkünfte gebracht werden mussten.
Auf Grund dieser Schäden befand sich der Tierpark in einer Phase der Restrukturierung. Die Tierparkfläche sollte dabei auf ein Areal von 3,5 Hektar erweitert werden. Unter anderem wurden für den großen Bestand an Vögeln neue und größere Volieren gebaut.
Der Tiergarten stellte 2022 seinen Betrieb ein. 2024 wurde die tierschutzrechtliche Erlaubnis zum Betrieb des Tiergartens widerrufen.

## Galerie

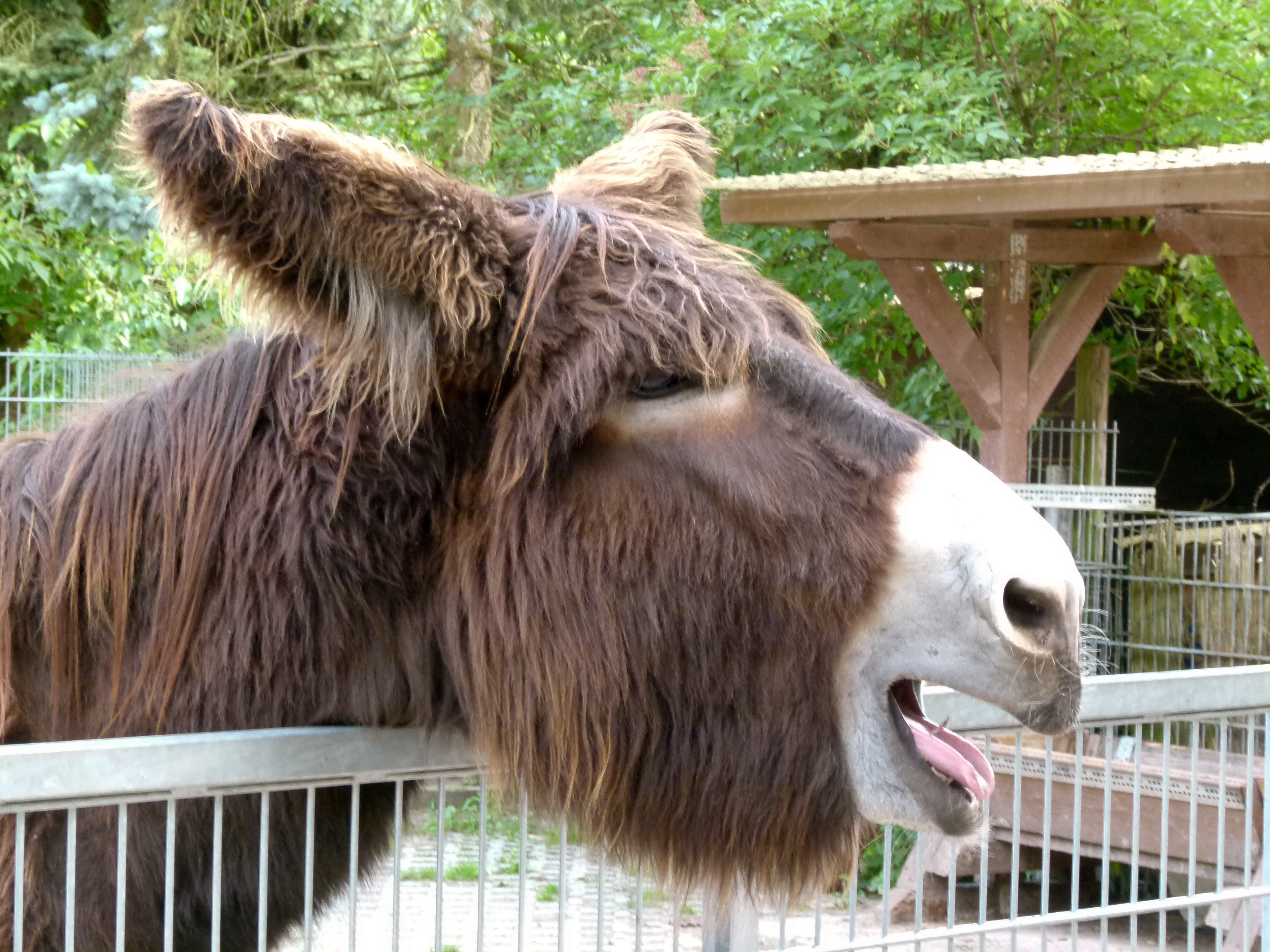
Poitou-Esel
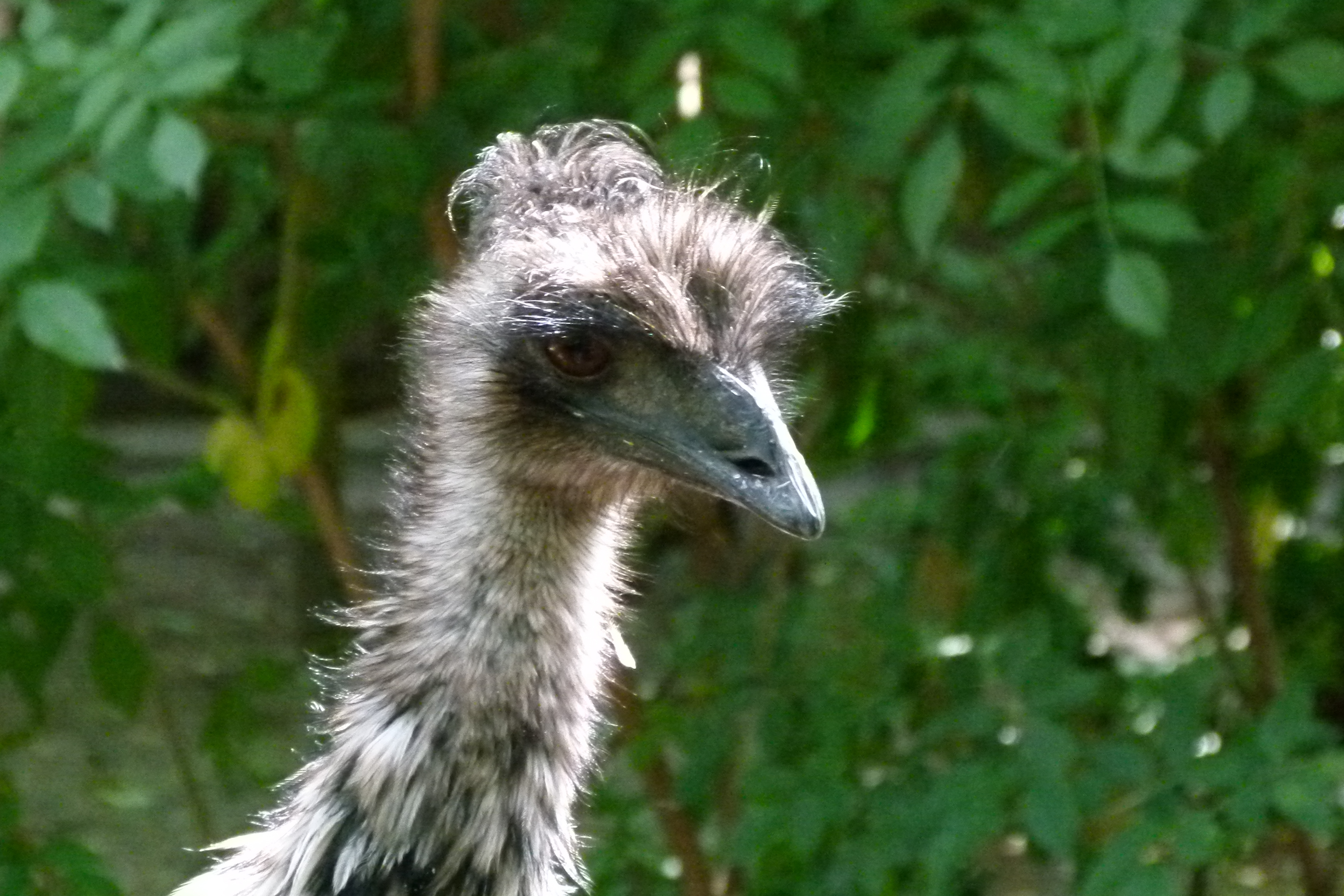
Großer Emu
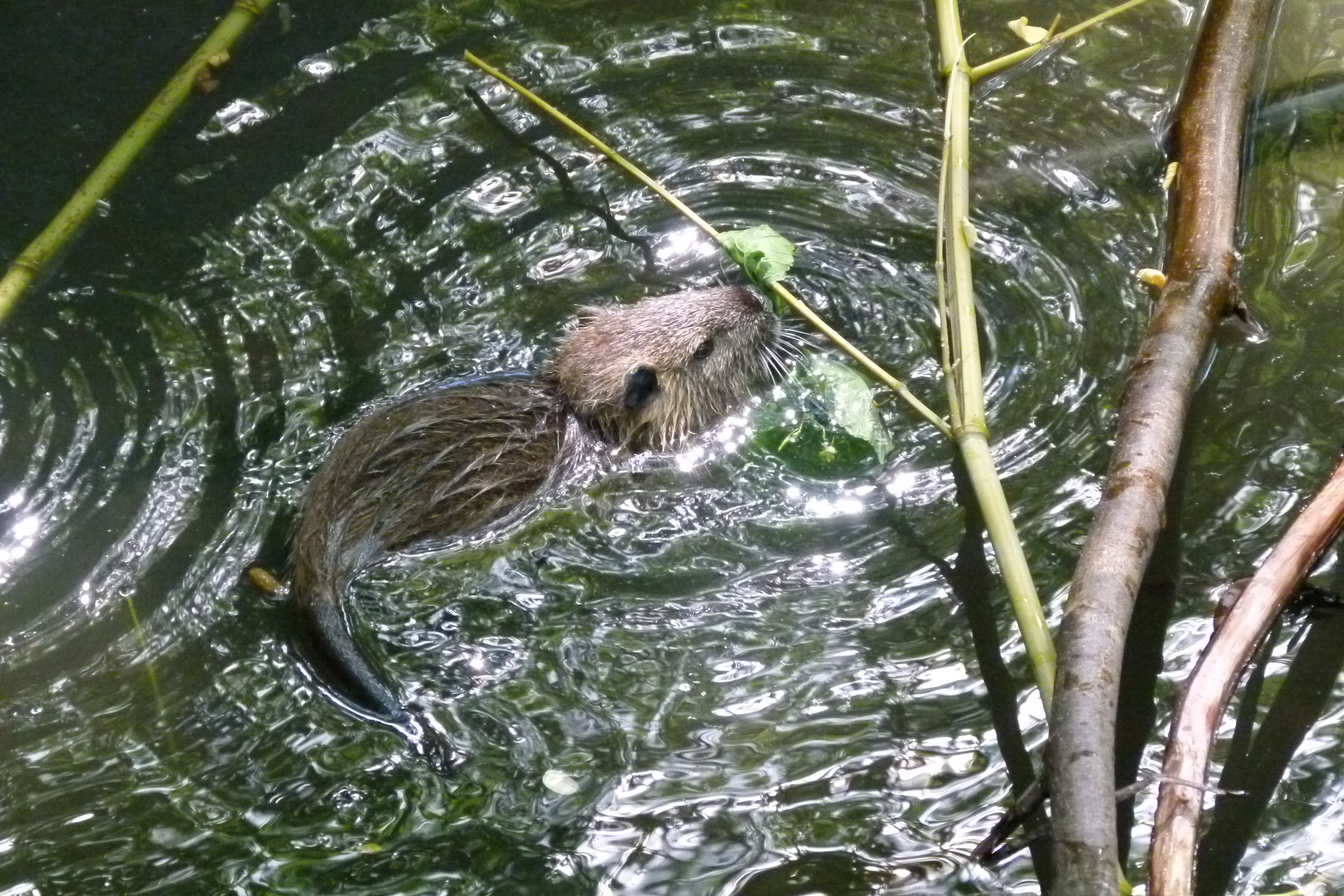
Nutria